# Brazitis-Nunatak
Der Brazitis-Nunatak ist ein 1625 m hoher Nunatak im westantarktischen Queen Elizabeth Land. In der südwestlichen Patuxent Range der Pensacola Mountains ragt er 8 km südlich der DesRoches-Nunatakker am Rand einer Eisstufe auf.
Der United States Geological Survey kartierte ihn anhand eigener Vermessungen und Luftaufnahmen der United States Navy aus den Jahren von 1956 bis 1966. Das Advisory Committee on Antarctic Names benannte ihn 1968 nach Peter F. Brazitis (* 1944), der im antarktischen Winter 1967 auf der Amundsen-Scott-Südpolstation Forschungsarbeiten zur Kosmischen Strahlung durchführte.